# Orthographe d'apparat
 (janvier 2024).
L'orthographe d'apparat est une alternative satirique à l'orthographe du français proposée en 1977 par le collège de 'Pataphysique (dont Jean-Claude Dinguirard) dans l'ouvrage Brrhüsgë gd Ürrhghtücrrhigtph gd igtbigtrrhigt (Projet d'Orthographe d'apparat). Elle est transparente dans la direction phonologie-orthographe, mais néanmoins volontairement peu intelligible. En orthographe d'apparat, « orthographe d'apparat » s'écrit « Ürrhghtücrrhigtph gd igtbigtrrhigt ».

## Lettres

### Voyelles
| Phonème | Écriture | Inspiration |
| ------- | -------- | ----------- |
| /a/     | igt      | doigt       |
| /ɑ̃/     | aon      | paon        |
| /ɛ/     | ë        | noël        |
| /e/     | a        | baby        |
| /i/     | u        | business    |
| /ɛ̃/     | ingt     | vingt       |
| /ǝ/     | on       | monsieur    |
| /ɔ/     | ü        | capharnaüm  |
| /o/     | oa       | goal        |
| /ɔ̃/     | um       | columbarium |
| /u/     | e        | fuel        |
| /œ/     | i        | flirt       |
| /ø/     | e!       | donne-le!   |
| /y/     | eu       | eu (avoir)  |

### Consonnes
| Phonème | Écriture | Inspiration   |
| ------- | -------- | ------------- |
| /p/     | b        | obscène       |
| /t/     | ght      | sunlight      |
| /k/     | x        | excellent     |
| /b/     | bes      | lombes        |
| /d/     | gd       | amygdale      |
| /g/     | c        | second        |
| /f/     | ph       | phamille      |
| /v/     | fh       | neuf heures   |
| /s/     | w        | law           |
| /z/     | lsh      | gentilshommes |
| /ʃ/     | zsch     | nietzschéen   |
| /ʒ/     | sg       | vosgien       |
| /l/     | les      | ailes         |
| /m/     | hms      | ohms          |
| /n/     | mne      | automne       |
| /r/     | rrh      | logorrhée     |

## Exemple
Extrait du Projet d'Orthographe d'apparat en orthographe d'apparat : 

« Won Brrhüsge gd Ürrhghtüerrhigtph gd Igtbigtrrhigt
brrhonhmsua fhüleseuhms gdon lesigt xülesëxwuum Errhhmsew
rrhaigtlesulsha bigtrrh
leson Waonghtrrh gdon Rrhonzschërrhzsch Barrhupharrhuwxübux
igt aghta ghturrha weurrh lesa brrhëw xumweulesërrh
igt 999 ëclshaonblesërrh
wigtfheigtrrh
30 ëclshaonblesërrh xigtbughtoa, we xefherrhghteurrh hmsaongdigtrrhumne,
hmsigtrrhxa gdë 30 crrhigtphëhms gdon les ürrhghtücrrhigtph gd Igtbigtrrhigt,
333 ëclshaonblesërrh leseuxweue! we xefherrhghteurrh crrhulsh,
636 ëclshaonblesërrh ürrhgdumneërrh we xefherrhghteurrh sgoamne,
a igt aghta igtzschonfha gd ingtbrrhuhmsa
leson 29 bigtlesüghtingt 104
berrh lesigt pheght gdon les Errhigtghtühms. »

Le même extrait en orthographe classique : 

« Ce Projet d'Orthographe d'Apparat, premier volume de la Collection Hermès, réalisé par le Centre de Recherches Périphériscopiques, a été tiré sur les presses consulaires à 999 exemplaires, savoir: 30 exemplaires capitaux sous couverture mandarine marqués des 30 graphèmes de l’Orthographe d'Apparat, 333 exemplaires luxueux sous couverture grise, 636 exemplaires ordinaires sous couverture jaune, et a été achevé d'imprimer le 29 palotin 104 pour la Fête de l'Erratum. »